# Besac-Arthur
Besac-Arthur (Verviers, 28 augustus 1980), de artiestennaam van Sébastien Haciane, is een Belgische singer-songwriter en muzikant.

## Biografie
Besac-Arthur ontdekte de muziek op 18-jarige leeftijd. Na een reeks muzikale projecten over meerdere jaren, in orkesten en rockbands (Bubble Monkeys), vond de zanger-gitarist Besac-Arthur zijn artiestennaam in 2009, geïnspireerd door zijn favoriete dichter Arthur Rimbaud.
Tussen 2009 en 2013 bracht hij 3 EP's uit: Aller simple, La rupture, Peu importe-où.
In 2015 werd haar debuutalbum Lever l'Encre, akoestische pop met klanken van lapsteel, mondharmonica, ukelele of marimba, geboren uit haar reizen door Azië, Amerika en Europa.
Zijn tweede album Humans werd uitgebracht in 2020 en is het resultaat van participatiefondsen. Dit album, met invloeden uit de pop- en folkwereld, is het resultaat van artistieke samenwerkingen met artiesten die ze ontmoette in Canada, Mexico, Burkina Faso en Taiwan.
Na de release van het album Humans gaf Besac-Arthur een reeks concerten, met name op de overdekte markt van Bastenaken en in Gelbressée, en nam hij deel aan de VivaCité Private Sessions, een concert en programma met Vianney en de groep Suarez.
In 2021 zet hij zijn concerten voort met muzikanten uit Burkina Faso.

## Discografie

### Albums
- 2015 : Lever l'ancre
- 2020 : Humans

### Singles
- 2014 : Battre ton cœur
- 2015 : Ciel du nord
- 2017 : Humans
- 2019 : Comment te dire
- 2021 : Africa